# 의령 벽화산성지
의령 벽화산성지(宜寧 碧華山城址)는 대한민국 경상남도 의령군 의령읍에 있는 산성 터이다. 1983년 8월 6일 경상남도의 기념물 제64호 벽화산성지로 지정되었다가, 2018년 12월 20일 현재의 명칭으로 변경되었다.

## 개요
경상남도 의령군 의령읍 하리 벽화산 줄기의 최고봉과 가운데 봉우리에 쌓은 2개의 산성으로, 상벽화성과 하벽화성으로 불린다.
가야 때 쌓은 성으로 추정되며, 선조 22년(1589) 임진왜란 직전 의령읍성을 쌓으면서 전란을 대비하여 부분적으로 고쳐 쌓은 것으로 보인다. 선조 25년(1592) 임진왜란 때 홍의장군 곽재우가 고쳐 쌓은 산성으로, 의병을 거느리고 수천명의 왜적을 무찔렀던 전승지로 유명하다. 그 뒤 고종 13년(1876)에 크게 고쳐 쌓았다는 기록이 남아 있다.
원래 이 산성은 벽화산 아래까지 연장되어 있었던 듯하나 지금은 흔적을 찾을 수 없고, 주변 마을에서 청동기시대의 고인돌과 유물, 삼국시대의 무덤들이 발견되었다.

## 현지 안내문
이 벽화산성은 의령읍 중리 척곡 마을의 북쪽 벽화산 8-9부 능선을 두른 테뫼식 산성으로 산성둘레는 약 800m정도이다.
산성 내부는 일제시대 이후 공동묘지가 조성되어 대부분 민묘로 채워져 있으며, 산성 남으로 7부 능선 정도에 벽화산성 고분군이 위치한다.
벽화산성 복원정비를 위한 2000년 12월부터 이듬해 2월까지 경남문화재연구원의 시굴조사에 의하면 벽화산성은 축조시기를 달리하는 2개의 성, 즉 삼국시대성(하한은 통일신라시대)과 조선시대 성이 축조되어 있으며, 후대에 설치된 조선시대 성은 삼국시대 성이 폐기된 이후 폐성을 기단으로 하여 축조되었다. 삼국시대 성은 대부분 높이 0.5m ~ 2m 정도 남아있으며, 구간에 따라 축성기법을 달리함이 확인되었다.
후대에 설치된 조선시대 성은 임진왜란을 전후한 시기의 급박한 상황에서 수축된 것으로 보이며, 임진왜란이 발발하자 망우당 곽재우 장군이 벽화산성에서 왜적 수천명을 섬멸하였다고 전해지기도 한다. 그 후 조선시대 말기인 고종 13년(1876년)에 의령현감 송기노가 대대적으로 성을 정비하였다는 기록이 보인다.

## 같이 보기
- 곽재우

## 참고 자료
- 의령 벽화산성지 - 국가유산청 국가유산포털